# Laniscourt
Laniscourt ist eine französische Gemeinde mit 213 Einwohnern (Stand: 1. Januar 2022) im Département Aisne in der Region Hauts-de-France; sie gehört zum Arrondissement Laon und zum Kanton Laon-1.

## Geografie
Die Gemeinde Laniscourt liegt vier Kilometer westsüdwestlich der Innenstadt von Laon am Nordwestrand des Höhenzuges Chemin des Dames. Nachbargemeinden von Laniscourt sind Molinchart im Norden, Clacy-et-Thierret im Osten, Mons-en-Laonnois im Süden, Montbavin im Südwesten sowie Cessières-Suzy im Nordwesten. An der nordöstlichen Gemeindegrenze verläuft der Bach Sart Labbé.

## Bevölkerungsentwicklung
| Jahr                       | 1962 | 1968 | 1975 | 1982 | 1990 | 1999 | 2006 | 2015 | 2022 |
| Einwohner                  | 134  | 117  | 112  | 135  | 172  | 185  | 183  | 174  | 213  |
| Quellen: Cassini und INSEE |      |      |      |      |      |      |      |      |      |

## Sehenswürdigkeiten

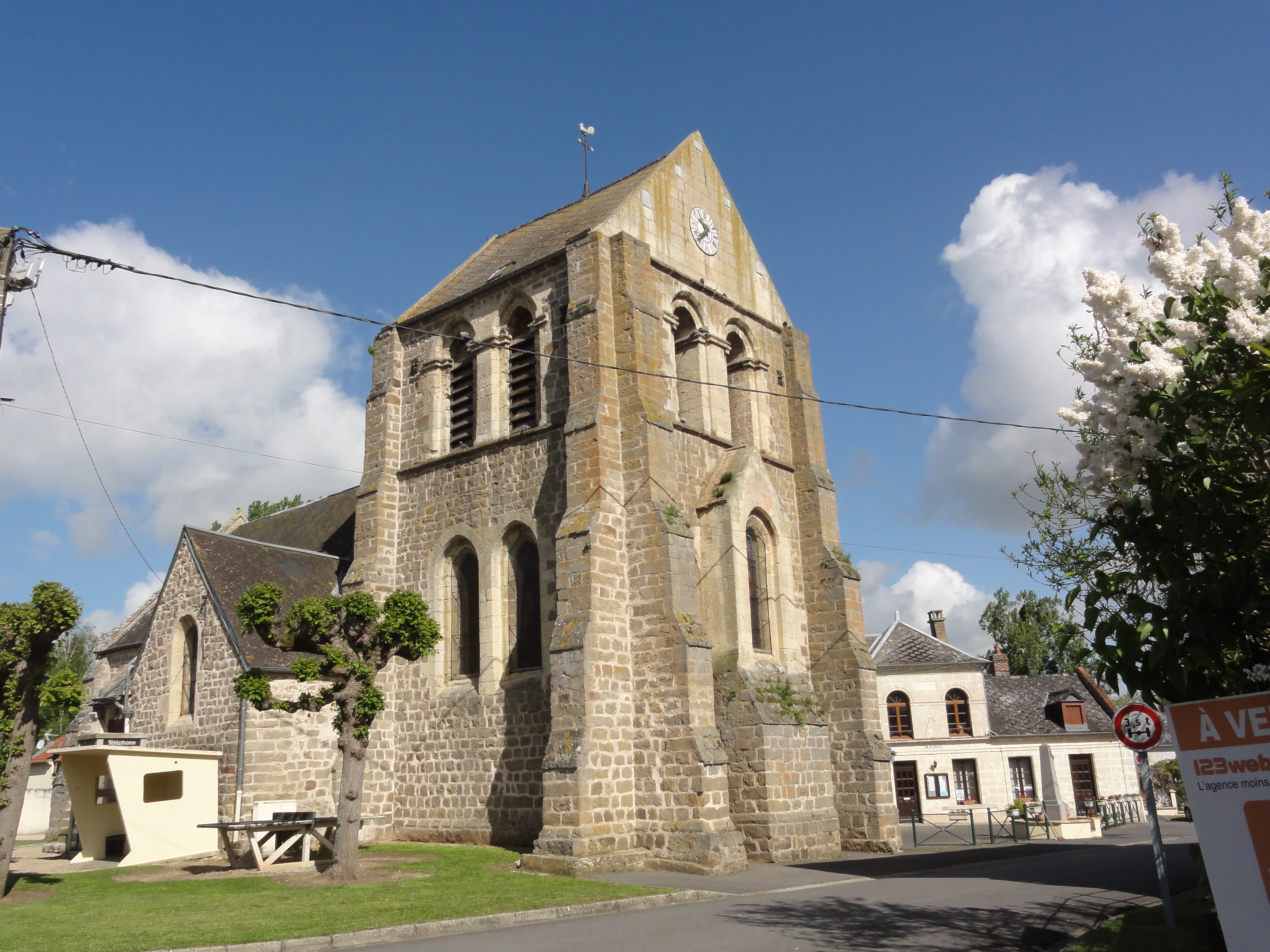
Kirche Sainte-Marie-Madeleine
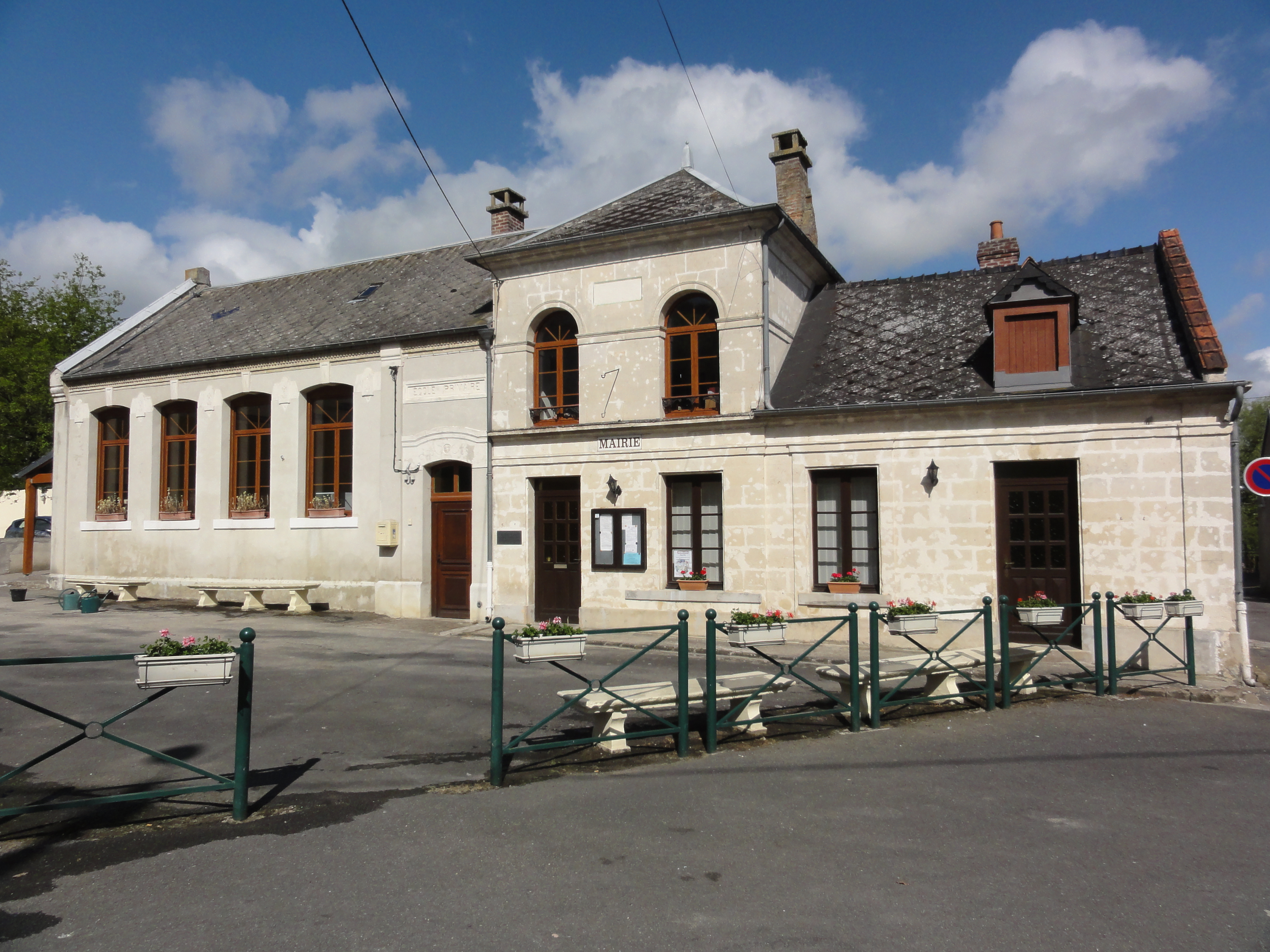
Mairie und Schule Laniscourt

- Kirche Sainte-Marie-Madeleine
- Mairie und Schule Laniscourt